# 마도 (하동군)
마도(馬島)는 경상남도 하동군 금성면에 있는 섬이다. 특정도서로 지정하여 관리되고 있다.

## 특정도서
마도는 보호야생식물인 고란초의 군락지이며, 조간대 발달로 겨울철새 서식지로서 중요하며, 식물상 및 무척추동물이 발달하여 독도 등 도서지역의 생태계보전에 관한 특별법에 의거 특정도서로 지정되었다.
- 지정번호 : 제81호
- 면적 : 61,785m2
- 지번 : 경상남도 하동군 금성면 갈사리 산64～산68, 산70～산74